# 逗逗的特殊使命
《逗逗的特殊使命》（英語：Dug's Special Mission）是皮克斯工作室2009年拍摄的一部动画短片。它的情节和人物基于同年上映的《飞屋环游记》，并且附赠于《飞屋环游记》的DVD和蓝光碟中。

## 故事情节
这一天，正在过生日的小狗逗逗（Dug）在荒野上散步赏花。不料，他却无心阻挡了正在追逐巨鸟凯文的同伴發哥（Alpha）、B咖（Bata）、馬弟（Gamma）。愤怒的發哥决定给逗逗一个“特别任务”，好让他不要妨碍到自己追寻巨鸟。
第一个“任务”是看守一块「巨鸟最喜欢的」巨石。然而专心看守的逗逗不慎让一块小石子碰上了风化严重的巨石，使他滚下山崖并正好困住了刚刚离开的發哥。第二个“任务”是坐在一个「巨鸟最喜欢的」石洞里。结果逗逗的体重让洞内的沙子下沉，并最终和逗逗一起落在了埋伏在洞另一个出口的發哥身上。接下来的任务有坐在孤零零的巨石上，或者让逗逗远离刚布设好的陷阱。每一次的结果却都是發哥等人倒了大霉。最终在逗逗弄塌了一大片石柱并把追随而来的發哥等人弄下悬崖之后，被郁闷的發哥宣言要对逗逗报仇，然后控诉到主人蒙茲（Muntz）那里，说他一直在阻碍他们抓住巨鸟，并且是一只坏狗。
伤心地逗逗独自跑开，电台里B咖和馬弟还在挖苦他。逗逗走入一片雾蒙蒙的岩石堆，在这里他意外遇到了正在前往天使瀑布的卡尔和小罗。于是他发现自己得到了生日愿望－找到一个新的主人。影片的最后和《飞屋环游记》的剧情连接，小罗吩咐逗逗被说话时，他说“你好！”卡尔和小罗受惊讶。